# Благовещение Богородично (Любляна)
Вижте пояснителната страница за други значения на Благовещение.
Благовещение (на словенски: Frančiškanska cerkev Marijinega oznanjenja) е францисканска римокатолическа църква в Любляна, Словения.
Храмът е построен през XVII век и е посветен на Благовещение. Сградата е прилежаща на люблянския францискански манастир, основан през XIII век. Разположена е на площад Прешернов в сърцето на словенската столица срещу „Трите моста“ над река Любляница.

## История и архитектура
Днешната църква е построена в периода 1646 – 1660 г. от Августините, монашески ордени кръстени на Свети Августин от Хипон. Сградата е издигната на мястото на по-стар и малък храм. Францисканският орден се премества тук през 1784 г. Промените по облика на църквата продължават в следващото столетие. Двете камбанарии са добавени през XVIII век, като биват променени след земетресението, сполетяло Любляна през 1895 г.
Църквата представлява ранно-барокова базилика с един главен кораб (неф) и два реда от странични капели. Главната фасада е центрирана в оста на кръгло-очертания площад отпред. Ясно е подчертан фасадният растер посредством широки пиластри в йонийски стил до главния корниз. Над него продължава само средната група пиластри, вече в коринтски архитектурен ордер, рамкиращи обема на централния кораб завършен с фронтон. Цялостната композиция е допълнена с волути, симетрично от двете страни на централно издигнатата част. Главният фасаден облик напомня в композиционно отношение известната йезуитска църква „Ил Джезу“ в Рим. При люблянския храм всички релефно изпъкнали елементи са бледо тонирани в контраст на керемидено червения цвят на фасадната равнина. Всичко това превръща църквата Благовещение в запомнящ се градоустройствен и културен символ на Любляна. През 1858 г. на върха на фронтона е поставена медна статуя на Дева Мария с Младенеца, заменила предшестващата дървена статуя на Черна Мадона.
Фреските по сводовете на централния кораб са изпълнени в средата на XIX век от Матеж Лангус. Олтарът е резбован от италианеца Франческо Роба през XVIII век.

## Манастирът
Францисканският манастир в Любляна е основан през 1233 година. Първоначално се е намирал на площад Водник в словенската столица. Преместването на ордена на площад Прешернов се извършва в края на XVIII век по време на известните реформи на
Йозеф II. Тогава и църквата Благовещение, вече издигната от Августините, преминава в ръцете на францисканците. Сградата на манастира е долепена до западната фасада на храма, оформяйки сключеното застрояване между улиците Чоп и Назор и площада Прешернов. Манастирът е известен с богатата си библиотека, съхраняваща над 70 000 тома, включително старопечатни книги и средновековни ръкописи.

## Галерия
|  |  |  |  |  |